# Медаль «За зміцнення бойової співдружності» (СРСР)
Меда́ль «За змі́цнення бойово́ї співдру́жності» — медаль, державна нагорода СРСР. Введена указом Президії Верховної Ради СРСР 25 травня 1979 року.

## Опис
Медаль «За зміцнення бойової співдружності» має форму правильного круга діаметром 32 мм, виготовлена з томпаку золотавого кольору.
На лицьовому боці медалі розміщена п'ятикутна зірка, кінці якої вкриті червоною емаллю. У центральній частині зірки розташований щит з написами «ЗА УКРЕПЛЕНИЕ БОЕВОГО СОДРУЖЕСТВА» та «СССР». З обох боків зірки по колу — лаврові гілки, у нижній частині — два схрещені мечі. Усі зображення та написи — випуклі.
Зворотний бік медалі — матовий.
Медаль «За зміцнення бойової співдружності» за допомогою вушка і кільця з'єднується з п'ятикутною колодочкою, обтягнутою шовковою муаровою стрічкою шириною 24 мм. Стрічка складається з подовжніх смужок кольорів, представлених на прапорах країн-учасниць Варшавського договору. Послідовність смужок зліва направо: зелена (4 мм), біла (1 мм), червона (5,5 мм), жовта (1 мм), чорна (1 мм), жовта (1 мм), червона (5,5 мм), біла (1 мм), синя (4 мм).

## Нагородження медаллю
Медаллю «За зміцнення бойової співдружності» нагороджувалися військовослужбовці, співробітники органів державної безпеки, внутрішніх справ, інші громадаяни держав-учасниць Варшавського договору, а також інших соціалістичних та дружніх держав за заслуги по зміцненню бойової співдружності та військового співробітництва.
Здебільшого медаллю нагороджувалися організатори і учасники спільних навчань армій країн-учасниць Варшавського договору. Коло нагороджених було дуже обмеженим, тому медаль є однією з найменш розповсюджених медалей СРСР.
Медаль носиться на лівій стороні грудей, за наявності у нагородженого інших медалей СРСР розташовується після медалі «Ветеран Збройних сил СРСР».
Загалом медаллю «За зміцнення бойової співдружності» було проведено близько 20 000 нагороджень.